# Thông Siberi
Thông Siberi (danh pháp hai phần: Pinus sibirica) là một loài thông trong họ Thông (Pinaceae) có tại khu vực Siberi từ kinh độ 58° đông trong khu vực dãy núi Ural kéo dài về phía đông tới 126° kinh đông trong khu vực dãy núi Stanovoy Khrebet ở miền nam Cộng hòa Sakha, và từ Igarka tại 68° vĩ bắc trong thung lũng hạ lưu sông Enisei kéo dài về phía nam tới 45° vĩ bắc tại miền trung Mông Cổ. Tại phía bắc khu vực phân bố của nó, nó mọc tại các cao độ thấp, thông thường 100–200 m, trong khi xa hơn về phía nam nó là loại cây miền núi, mọc tới cao độ 1.000-2.400 m. Thông thường nó đạt tới đường giới hạn cây thân gỗ trong các khu vực này. Kích thước cây trưởng thành có thể đạt là cao 30–40 m và đường kính thân cây 1,5 m.
Nó là thành viên của nhóm thông trắng (phân chi Strobus) trong chi Thông (Pinus), và giống như mọi thành viên khác của nhóm này, các lá kim của nó mọc thành bó (chùm) gồm 5 lá kim, với các vỏ bao sớm rụng. Các lá kim dài 5–10 cm. Các nón của thông Siberi dài khoảng 5–9 cm. Các hạt dài 9–12 mm chỉ có cánh dạng dấu vết và được phát tán nhờ chim bổ hạt đốm.
Một số nhà thực vật học coi thông Siberi chỉ như là thứ hay phân loài của thông Thụy Sĩ (Pinus cembra) khá tương tự. Nó khác ở chỗ có các nón to hơn một chút và các lá kim có 3 ống nhựa thay vì 2 ở thông Thụy Sĩ.
Giống như các loài thông trắng châu Âu và châu Á khác, thông Siberi đề kháng rất tốt trước gỉ sét phồng rộp thông trắng (Cronartium ribicola). Thông Siberi có giá trị lớn trong nghiên cứu lai ghép và biến đổi gen để phát triển các dạng thông có sức đề kháng cao với bệnh gỉ sét.
Thông Siberi là cây cảnh phổ biến trong các công viên và các khu vườn lớn ở các khu vực có khí hậu lạnh, chẳng hạn như miền trung Canada, mặc dù không phát triển nhanh nhưng ổn định tại nhiều nơi. Nó chịu giá lạnh mùa đông rất tốt, với nhiệt độ có thể xuống tới -60 °C cùng gió mạnh. Hạt thông Siberi cũng được thu hoạch để bán như một loại hạt ăn được.
Tên gọi trong tiếng Nga Кедр сибирский (Kedr Sibirskiy) thông thường được dịch sang tiếng Việt như là "tuyết tùng Siberi" hay "bá hương Siberi"; nhưng cần lưu ý là tuyết tùng/bá hương là các loài cây thuộc chi Cedrus còn thông Siberi là một loài thông thật sự.